# Konstantinos Maleas

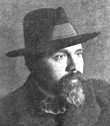
Konstantin Males (Datum unbekannt)

Konstantinos Maleas (griechisch Κωνσταντίνος Μαλέας, * 1879 in Konstantinopel; † 1928 in Athen) war ein griechischer Maler. Er war einer der bedeutendsten griechischen Spätimpressionisten und gilt neben Konstantinos Parthenis als Vater der modernen Kunst in Griechenland.

## Leben
Maleas wurde in Konstantinopel geboren. Nach dem Abschluss auf dem privaten Griechischen Gymnasium Fener begann er am Polytechnischen Institut ein Architekturstudium.
1901 reiste er im Alter von 23 Jahren nach Paris, um sein Architekturstudium fortzuführen. Dort kam er mit der Malerei in Kontakt. Bis 1908 blieb Maleas in Frankreichs Hauptstadt, studierte an der École nationale supérieure des arts décoratifs und erhielt Unterweisungen des neo-impressionistischen Künstlers Henri Martin. Da er nicht auf griechischem Boden aufgewachsen war, kam er nie in Berührung mit der hellenischen Kunstwelt seiner Zeit, die im Wesentlichen durch den Einfluss der Münchner Schule geprägt war. 
1908 kehrte er in die Heimat zurück, bereiste jahrelang ganz Griechenland (Lesbos, Aitoloakarnanien, Peloponnes, Inseln), aber auch Westeuropa und den Mittleren Osten. Die vielen der auf diesen Reisen entstandenen Werke stellte er erfolgreich aus und erhielt früh große Anerkennung für seinen französisch geprägten Stil. 
1913 zog er mit seiner Familie nach Thessaloniki, wo er als Leitender Ingenieur der Stadt arbeitete. Diesen Posten behielt er auch weiter inne, nachdem er 1917 nach Athen zog. Im Zuge des Großbrands in Thessaloniki 1917, bei dem etwa ein Drittel des Stadtgebiets niederbrannte, wurde auch eine Vielzahl seiner Werke zerstört.
1917 ließ er sich in der Hauptstadt Athen nieder, wo er Mitglied der Künstlergruppe "Ομάδα Τέχνη" (The Art Group) um Nikolaos Lytras, Konstantinos Parthenis, Perikles Byzantios, Theophrastos Triantaphyllides und Lykourgos Kogebinas, die sich zum Ziel gesetzt hatte, die moderne Malerei nach Griechenland zu bringen. 1918 nahm er die Stelle des Direktors am Museum für Volkskunst und wurde Mitglied im Gremium der Nationalgalerie Athen. 
Ab 1920 bereiste er Sparta, Mystras, Olympia and Naxos, 1921 schloss er sich dem Archäologen Konstantinos Romaios an und besuchte Thermo und Ätolien. Bis 1923 lebte er auf Lesbos und Chios. In diesem Jahr erhielt er die höchste Auszeichnung Griechenlands für den Bereich der Künste (Highest Acknowledgement of Letters and Arts).
Neben der Malerei nahm Maleas an den gesellschaftspolitischen Diskussionen seiner Zeit teil, wobei er sich für die geplanten Reformen von Venizelos aussprach. Er illustrierte beispielsweise den Einband des ersten neugriechischen Wörterbuchs Demotiki (Αλφαβητάρι με τον ήλιο) und schrieb Artikel für Zeitungen und Kunstzeitschriften (Nouma, Elefthero Vima).

## Werk
Sein Werk wurde früh anerkannt und entsprechend gewürdigt. Er starb jedoch relativ jung, ohne weitere künstlerische Akzente setzen zu können.

Maleas Werke wurde insbesondere beeinflusst durch die drei großen Spätimpressionisten Cézanne, Gauguin und van Gogh, sowie durch den Symbolismus und Fauvismus. Seine Werke, die sich durch ihre sehr leuchtenden Farben und breiten Pinselstriche auszeichnen, brachten eine revolutionäre Bewegung in die damalige akademische Malerei Athens. Konservative zeitgenössische Kritiker bezeichneten Maleas Werke als merkwürdig in Farbe und Zeichnung. Nur Photos Polites erkannte sofort den Wert von Maleas Arbeiten und empfahl jungen Malern, Unterricht bei Maleas zu nehmen. Heute gelten die Werke von Maleas als entscheidender Wendepunkt der griechischen Malerei hin zur modernen Kunst.

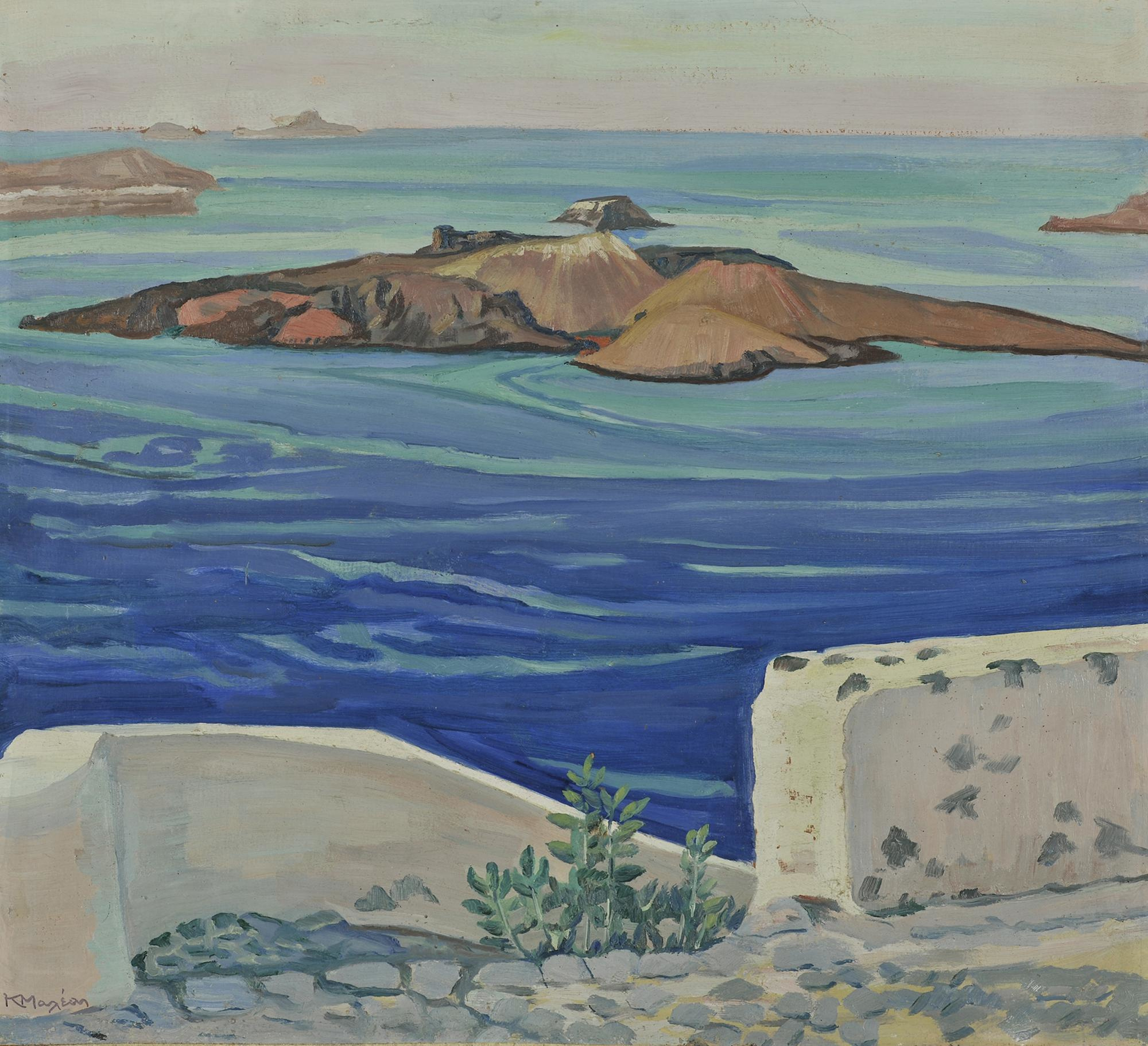
Santorin, Kameni-Inseln
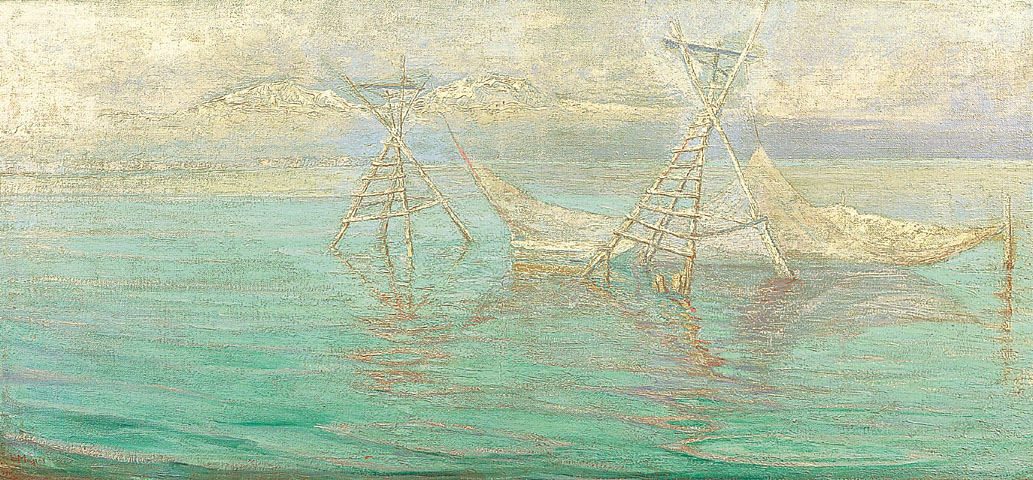
Δίχτυα (Netz)
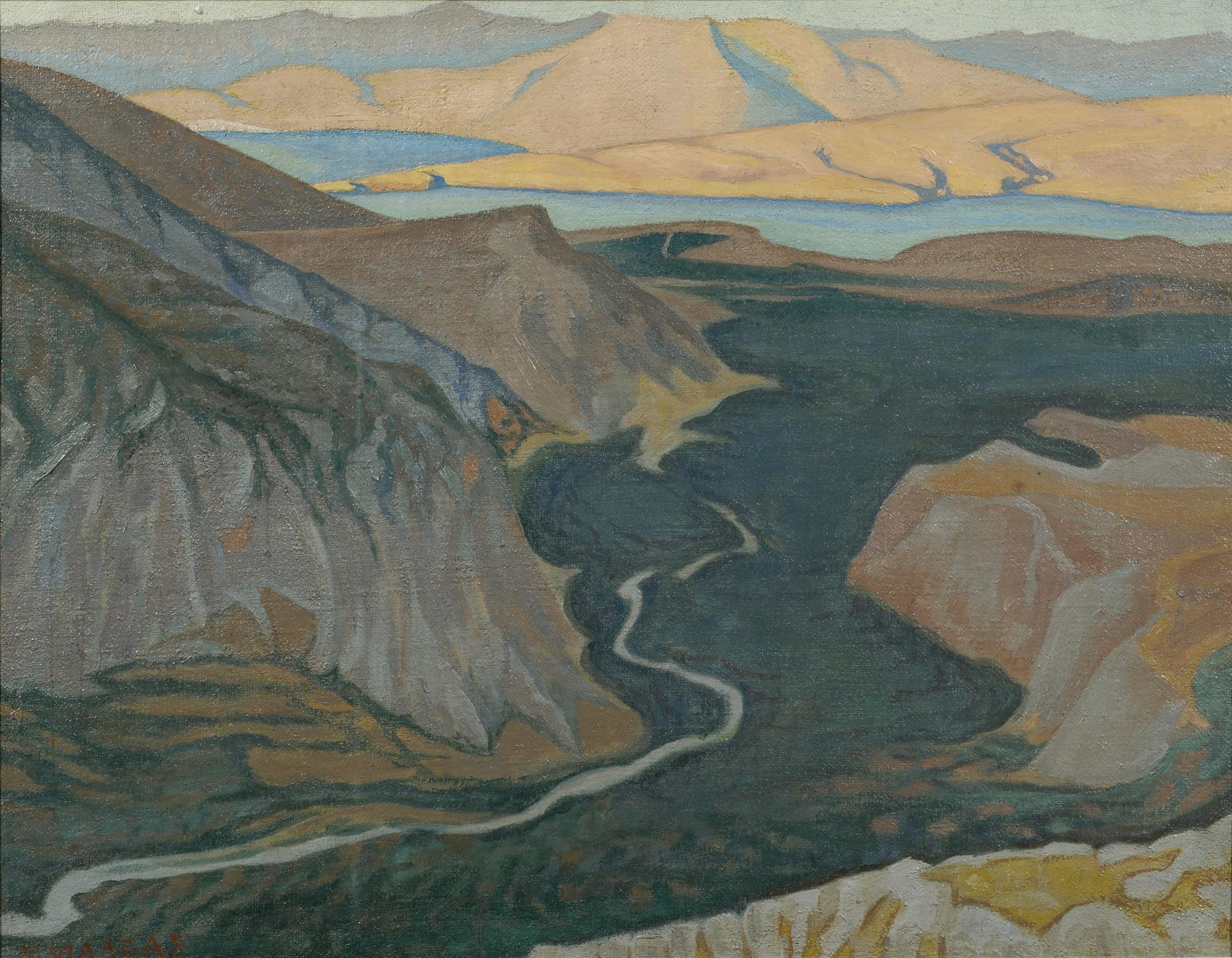
Delphi (Nationalgalerie Athen)
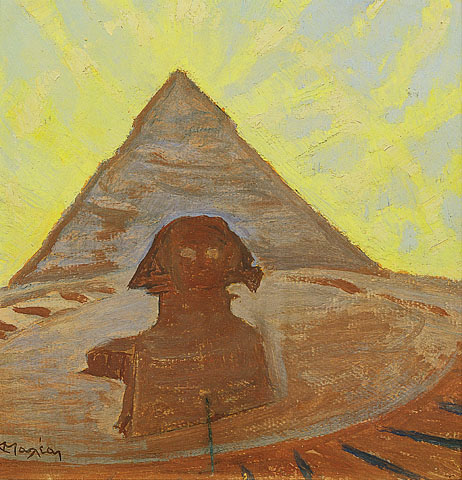
In Ägypten (gr. Parlament)
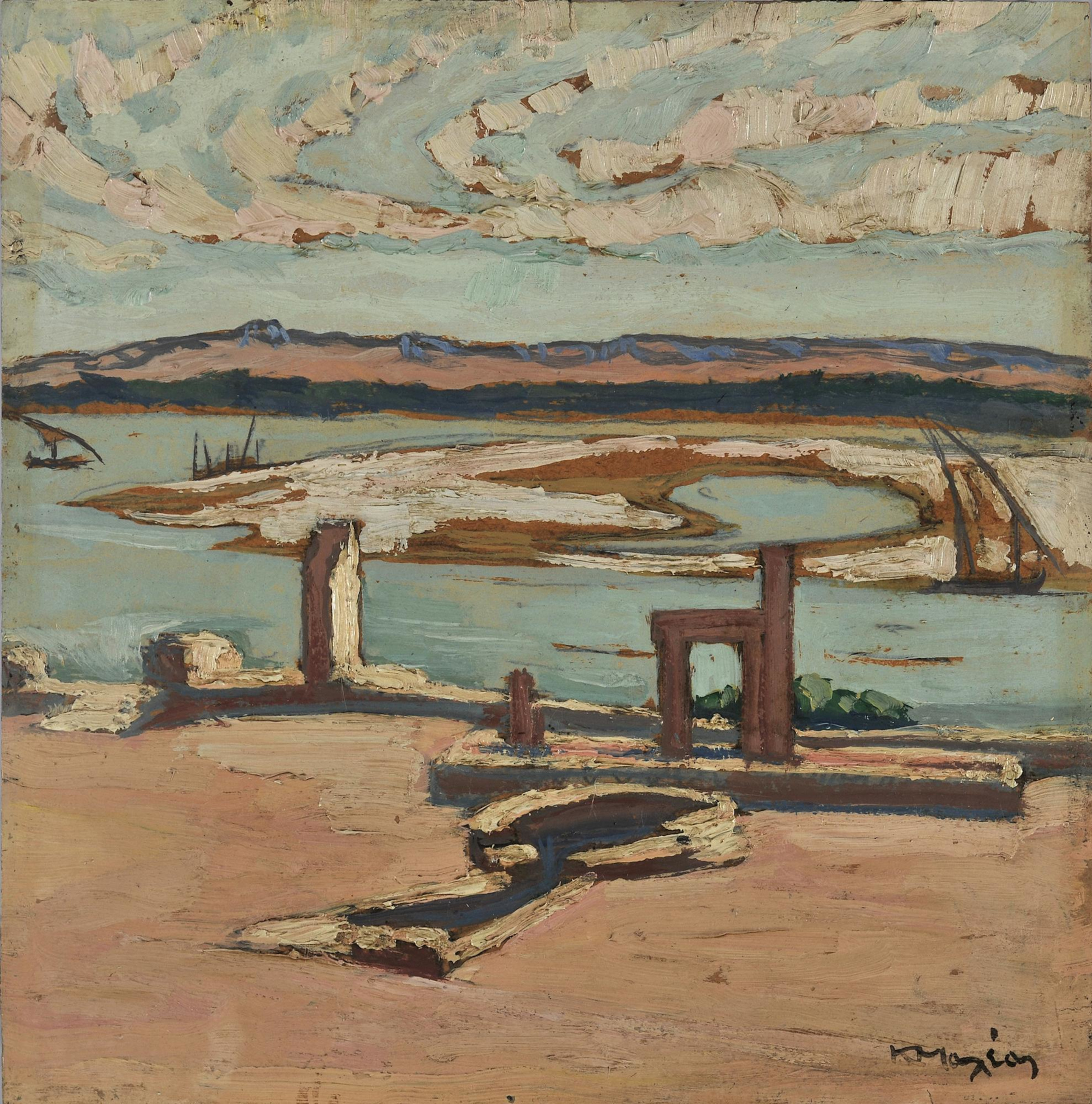
Ασσουάν του Νείλου (Nationalgalerie, Abteilung Korfu)